# Брекенриџ (Мичиген)
Брекенриџ (енгл. Breckenridge) град је у америчкој савезној држави Мичиген.

## Демографија
По попису из 2010. године број становника је 1.328, што је 11 (-0,8%) становника мање него 2000. године.
| Група             | 2000.         | 2010.         |
| Белци             | 1.249 (93,3%) | 1.248 (94,0%) |
| Афроамериканци    | 0 (0,0%)      | 6 (0,5%)      |
| Азијати           | 1 (0,1%)      | 0 (0,0%)      |
| Хиспаноамериканци | 77 (5,8%)     | 58 (4,4%)     |
| Укупно            | 1.339         | 1.328         |